# Екатерина де Бурбон
Екатерина де Бурбон, инфанта Наваррская (фр. Catherine de Bourbon, Infante de Navarre; 7 февраля 1559, Париж — 13 февраля 1604, Дворец герцогов Лотарингских) — дочь Антуана де Бурбона и Жанны д’Альбре, единственная сестра Генриха Наваррского.

## Биография
После того, как её брат стал королём Франции, Екатерина сохранила кальвинистское вероисповедание, за что пользовалась большим уважением среди гугенотов. Брат сделал её герцогиней Альбре и графиней Арманьяк и доверил ей управление кальвинистским Беарном. В своём правлении она полагалась на советы влиятельной герцогини де Роган.
В молодые годы Екатерина отличалась слабым здоровьем. Она путешествовала по Беарну вместе со своей матерью и унаследовала от неё предельную набожность.
Своим мужем она видела кузена, графа Суассонского, однако Генрих противился этому браку. Уступая его просьбе, сорокалетняя Екатерина согласилась на брак с принцем Генрихом, наследником лотарингского престола, однако в силу различия их вероисповедания брак потребовал долгих переговоров с Ватиканом. Она умерла вскоре после свадьбы.